# Mesorhabdus angustus
Mesorhabdus angustus is een eenoogkreeftjessoort uit de familie van de Heterorhabdidae. De wetenschappelijke naam van de soort werd in 1907 voor het eerst geldig gepubliceerd door Georg Ossian Sars.